# Las Vegas Ramblers 2023
Questa voce raccoglie le informazioni riguardanti i Las Vegas Ramblers nelle competizioni ufficiali della stagione 2023.

## Stagione
I Las Vegas Ramblers partecipano al loro terzo campionato NVA. Ottengono il primo posto in American Conference, qualificandosi ai play-off scudetto, dove superano gli IE Matadors ai quarti di finale, venendo estromessi dalla corsa per il titolo in semifinale dai San Diego Wild; escono infine sconfitti anche dalla finale per il terzo posto, per mani dei Texas Tyrants.

## Organigramma societario
Area direttiva
- Presidente: Vincent Rodriguez

Area tecnica
- Allenatore: Miguel Monterola

## Rosa
| N° | Nome              | Ruolo | Data di nascita   | Nazionalità sportiva |
| -- | ----------------- | ----- | ----------------- | -------------------- |
| 3  | Eric Beatty       | S     | 7 gennaio 1998    | Stati Uniti          |
| 4  | Emmett Enriques   | L     | 27 marzo 1997     | Stati Uniti          |
| 5  | Gert Lisha        | P     | 28 giugno 1995    | Stati Uniti          |
| 6  | Colton Cowell     | S     | 4 marzo 1997      | Stati Uniti          |
| 7  | Ryan Manoogian    | L     | 26 novembre 1992  | Stati Uniti          |
| 8  | Timothy Lourich   | C     | 26 luglio 1993    | Stati Uniti          |
| 10 | Jalen Penrose     | O     | 9 dicembre 1994   | Stati Uniti          |
| 11 | Ian Parish        | C     | 22 novembre 1998  | Stati Uniti          |
| 13 | Max Chamberlain   | C     | 24 febbraio 1997  | Stati Uniti          |
| 14 | Wyatt Henson      | S     | 20 settembre 1996 | Stati Uniti          |
| 15 | Spencer Andrews   | P     | 30 luglio 1996    | Stati Uniti          |
| 17 | Jacob Vander Beek | O     | 23 luglio 1998    | Stati Uniti          |
| 18 | Félix Chapman     | S     | 5 ottobre 1996    | Cuba                 |
| 19 | Kyler Presho      | C     | 8 agosto 1999     | Stati Uniti          |
| 20 | Matthew West      | P     | 1º ottobre 1993   | Stati Uniti          |
| 21 | Kévin Vaz         | C     | 19 febbraio 1994  | Francia              |
| 22 | Jonathan Carlson  | S     | 25 febbraio 1999  | Stati Uniti          |
| 77 | Antonio Boucher   | S     | 6 ottobre 1991    | Stati Uniti          |

## Statistiche

### Statistiche di squadra
| Competizione | Punti | In casa | In casa | In casa | In trasferta | In trasferta | In trasferta | Totale | Totale | Totale |
| Competizione | Punti | G       | V       | P       | G            | V            | P            | G      | V      | P      |
| ------------ | ----- | ------- | ------- | ------- | ------------ | ------------ | ------------ | ------ | ------ | ------ |
| NVA          | 24    | -       | -       | -       | -            | -            | -            | 13     | 9      | 4      |
| Totale       | -     | -       | -       | -       | -            | -            | -            | 13     | 9      | 4      |

G = partite giocate; V = partite vinte; P = partite perse

### Statistiche dei giocatori
Dati non disponibili.